# Radka Denemarková
Radka Denemarková (ur. 14 marca 1968 w Kutnej Horze) − czeska pisarka, dziennikarka, autorka dramatów i scenariuszy, tłumaczka.

## Życiorys
Studiowała germanistykę i bohemistykę na Wydziale Filozoficznym Uniwersytetu Karola w Pradze, gdzie w 1997 roku obroniła doktorat z literatury czeskiej. Pracowała naukowo w Instytucie Literatury Czeskiej Czeskiej Akademii Nauk oraz była kierownikiem literackim w praskim teatrze Na zábradlí. Tłumaczy z języka niemieckiego, jest też autorką scenariuszy telewizyjnych filmów dokumentalnych. Jej artykuły publikowane są w uznanych czasopismach literackich (Tvar, Literatura Czeska). Czterokrotna laureatka nagrody Magnesia Litera w kategorii książka roku za powieści Pieniądze od Hitlera (2007) i Hodiny z olova (2019), w kategorii publicystyka za powieść biograficzną Smrt (2009) oraz w kategorii tłumaczenie za przekład powieści Herty Müller Atemschaukel (2011).
Za powieść Hodiny z olova w 2022 roku otrzymała również austriacką Nagrodę Literacką Styrii oraz niemiecką Nagrodę Brücke Berlin. W 2024 roku została odznaczona Medalem Za Zasługi I stopnia.

## Powieści
- A já pořád kdo to tluče (2005)
- Peníze od Hitlera (2006)
  - wydanie polskie: Pieniądze od Hitlera, tłum. Olga Czernikow i Tomasz Timingeriu, Oficyna Wydawnicza ATUT, Wrocław 2008
- Smrt, nebudeš se báti aneb Příběh Petra Lébla (2008)
- Kobold. Přebytky něhy. Přebytky lidí (2011)
  - wydanie polskie: Kobold. Niepotrzebna czułość. Niepotrzebni ludzie, tłum. Olga Czernikow i Agata Wróbel, Książkowe Klimaty, Wrocław 2019
- Spací vady (2012). Knižní vydání divadelní hry
  - wydanie polskie: Wady snu. Trzydzieści mrugnięć Oka, tłum. Olga Czernikow, Książkowe Klimaty, Wrocław 2019
- Příspěvek k dějinám radosti (2014)
  - wydanie polskie: Przyczynek do historii radości, tłum. Olga Czernikow, Amaltea, Wrocław 2017
- MY 2 (2014)
- Hodiny z olova (2018)